# Ordenanza general para el gobierno y administración de la Real Casa y patrimonio
La Ordenanza general para el gobierno y administración de la Real Casa y Patrimonio fue una norma dictada por María Cristina de Borbón, como reina gobernadora en nombre de su hija Isabel II de España con el fin de restructurar esa institución.

## Historia
Tras la vuelta de Fernando VII al trono en 1814, este había otorgado diversas ordenanzas y reglas para la organización de su casa.
Después de su muerte en 1833, se hizo necesario un esfuerzo para mejorar la organización y estructura de la Real Casa y Patrimonio, así como su eficiencia económica y funcional, especialmente como consecuencia de las tensiones políticas y económicas generadas por la Primera Guerra Carlista. La Ordenanza general se fraguaría alrededor de 1838 y sería promulgada por Real Decreto de 29 de mayo de 1840 y publicada en ese mismo año por Eusebio Aguado, impresor de cámara.
La Ordenanza general continuó en vigor durante el resto del reinado de Isabel II (salvo en el período 1847-1852) y sentó las bases funcionales de la Real Casa y Patrimonio hasta su desaparición en 1931.

## Contenido
La Ordenanza general dividió las funciones de los empleados en la Real Casa en tres tipos:
- De etiqueta, definiendo las clases de etiqueta;
- De gobierno.
- De administración.

Además, entre otras novedades, introdujo la figura del Intendente general, verdadero gestor de la Real Casa y Patrimonio. Bajo la responsabilidad de este se encontraban nuevos cargos con un claro perfil técnico: 
- Contaduría general.
- Tesorería general.
- Archivo general.
- Consultoría general.
- Abogacía general.
- Inspección general de los Reales Palacios.
- Dirección de las Reales Caballerizas y Armería.
- Dirección del Real Museo de Pinturas.
- Dirección general de Jardines.

Además del Intendente General la Ordenanza general disponía la existencia de otros cinco jefes (cuyos cargos ya existían con anterioridad) reducidas sus funciones a domésticas y de etiqueta. Cada uno de estos jefes dirigía un departamento:
- el mayordomo mayor, dirigiendo el Palacio;
- el sumiller de corps, dirigiendo la Cámara;
- el procapellán y limosnero mayor, dirigiendo la Capilla;
- el caballerizo mayor, dirigiendo las Caballerizas Reales; y
- la camarera mayor, dirigiendo la Casa de la Reina.

### Individuales
1. ↑  Reguera y Valdelomar, Juan de la (1848). «Título XII. Del Real Bureo». Estracto de la Novísima recopilación. Imprenta de Ramón Martín Indar. p. 267. Consultado el 16 de agosto de 2022.
2. ↑  Eusebio Aguado, ed. (1867). Colección de Reales decretos, órdenes y demás disposiciones generales expedidas desde mayo de 1814 hasta diciembre de 1866 sobre Monte-Pío, cesantios, jubilaciones, escedencias [sic] y pensiones de Gracia de la Real Casa y Patrimonio / formada e impresa de orden del ...conde de Puñoenrostro. Madrid. p. 115.
3. ↑  «Ordenanza general para el gobierno y administracion de la Real Casa y patrimonio espedida en 29 de mayo de 1840 [y espedida en 23 de marzo de 1848]». datos.bne.es. Consultado el 16 de agosto de 2022.
4. ↑  Teja Reglero, Natalia (2019). «La Casa Real de Isabel II: dos momentos clave en la corte del siglo XIX». Del siglo XIX al XXI: tendencias y debates, 2019, ISBN 978-84-17422-62-2, págs. 738-751 (Biblioteca Virtual Miguel de Cervantes): 738-751. ISBN 978-84-17422-62-2. Consultado el 29 de noviembre de 2021.
5. ↑  López Sánchez, 2017, p. 160.